# Övre Fyrtjärnen
Övre Fyrtjärnen är en sjö i Tanums kommun i Bohuslän och ingår i Enningdalsälvens huvudavrinningsområde.